# Capçalera IP

## Format de la capçalera IP
| 0-3                | 4-7            | 8-15            | 16-18                        | 19-31                        |
| ------------------ | -------------- | --------------- | ---------------------------- | ---------------------------- |
| Versió             | Mida Capçalera | Tipus de Servei | Longitud Total               | Longitud Total               |
| Identificador      | Identificador  | Identificador   | Flags                        | Posició de Fragment          |
| Time To Live       | Time To Live   | Protocol        | Suma de Control de Capçalera | Suma de Control de Capçalera |
| Adreça IP d'Origen |                |                 |                              |                              |
| Adreça IP de Destí |                |                 |                              |                              |
| Opcions            | Opcions        | Opcions         | Opcions                      | Farciment*                   |

- Farciment: Utilitzat per assegurar que la mida, en bits, de la capçalera és múltiple de 32. El valor que s'utilitza és el 0.

## Descripció de cada un dels camps

### Versió: 4 bits
Sempre tindrà el mateix valor (0100=4 en binari). Aquest camp descriu el format de la capçalera utilitzada. En la taula es descriu la versió 4.

### Mida de la capçalera (IHL): 4 bits
És la longitud de la capçalera, en paraules de 32 bits. El seu valor mínim és de 5 per una capçalera correcta, i té un màxim de 15

### Tipus de servei: 8 bits
Indica una sèrie de paràmetres sobre la qualitat del servei desitjat durant la transmissió per una xarxa. Algunes xarxes ofereixen prioritats de servies, considerant determinat tipus de paquets com "més importats" que altres (en particular, aquestes xarxes només admeten paquets amb prioritat alta en moments de sobrecàrrega). Aquests 8 bits s'agrupen de la següent manera. Els 5 bits de menys pes són independents i indiquen característiques del servei:
```
Bit 0: sense ús, ha de ser 0.
Bit 1: 1 cost mínim, 0 cost normal.
Bit 2: 1 màxima fiabilitat, 0 fiabilitat normal.
Bit 3: 1 màxim rendiment, 0 rendiment normal.
Bit 4: 1 mínim retard, 0 retard normal.
```

Els 3 bits restants estan relacionats amb la precedència dels missatges,
un indicador adjunt que indica el nivell d'urgència basat en el sistema militar de precedència Message Precedence de la CCEB,
una organització de comunicacions electròniques militars formada per 5 nacions.
La urgència que aquests estats representen augmenta a mesura que el número format per aquests 3 bits ho fa i responen als següents noms.
```
000: De rutina.
001: Prioritari.
010: Immediat.
011: Llampec.
100: Invalidació llampec.
101: Processant trucada crítica i d'emergència.
110: Control de treball d'Internet.
111: Control de xarxa.
```